# Seved Salvén
Artur Seved Fritiof Salvén, född 13 april 1903 i Matfors, Tuna socken, Västernorrlands län, död i september 1982 i Norrtälje, var en svensk militär, polis, målare och tecknare.
Han var son till kantorn Anders Salwén och Betty Svensson och mellan 1925 och 1967 gift med Gerda Anna Senta Reinhold. Salvén arbetade som stamanställd militär på I 27 på Gotland innan han övergick till att bli polis i Norrtälje. Han började måla på sin fritid 1925 och tog först en korrespondenskurs i teckning som senare följdes upp med en kurs i målning och var sedan 1944 i huvudsak verksam som konstnär. För att finna sina motiv reste han runt i Sverige och Norge på kombinerade målar- och studieresor. Han studerade en kortare tid vid Grünewalds målarskola 1945 och debuterade med en separatutställning i Norrtälje 1946. Åren 1948–1953 var han en av deltagarna i HSB:s konstutställningar i Stockholm och han har medverkat i samlingsutställningar arrangerade av Roslagens konstnärsgille i Uppsala, Vallentuna och Norrtälje. Hans konst består av blomsterstilleben, religiösa motiv och landskapsbilder från Lappland och Norrtäljetrakten utförda i olja eller gouache. Salvén är representerad vid Norrtälje läroverk. 